# Hrunting
Hrunting è una spada magica data a Beowulf da Unferth nel poema epico anglosassone omonimo. Beowulf la utilizzò nella sua battaglia contro la Madre di Grendel.
Qui Beowulf è descritto nell'atto di ricevere la spada:
(Beowulf, versi 1455-1464)
Tuttavia, sebbene la spada possedesse un grande potere e si dicesse che non aveva mai fatto fallire colui che la usava, quando Beowulf discese in fondo al lago per combattere la Madre di Grendel, la spada risultò inefficace. Quando i "favolosi poteri di quel cimelio falliron", Beowulf fu costretto a scartarla.

## Il Fallimento di Hrunting
La ragione dietro il fallimento di Hrunting contro la Madre di Grendel è stata oggetto di dibattito di molti studiosi. J. L. Rosier, in A Design for Treachery: The Unferth Intrigue, ipotizzò che Unferth avesse dato di proposito a Beowulf una spada che sapeva avrebbe fallito, forse con l'intento di evitare che Beowulf riuscisse dove Unferth stesso aveva fallito. Tuttavia quest'ipotesi è stata contestata da J. D. A. Oglivy, che fa notare come il poema stesso offra un'altra spiegazione. In primo luogo, Oglivy fa notare che se Unferth avesse fornito Beowulf di un'arma inferiore allora il poeta non avrebbe descritto dettagliatamente l'infallibilità magica della spada. In secondo luogo, la spada che Beowulf alla fine trova e con cui egli uccide la Madre di Grendel era stata forgiata dai giganti, il che implica che la famiglia di Grendel era invulnerabile alle armi costruite dall'uomo.
Un'altra spiegazione circolata connette il fallimento di Hrunting al più generale messaggio celato nel poema, quello del Cristianesimo. Kent Gould, nel suo studio "Beowulf" and Folktale Morphology: God as Magical Donor, suggerisce che Hrunting fallì perché era stata donata a Beowulf da Unferth, un pagano; solo la lama sostitutiva più potente offertagli da Dio è capace di distruggere il male. Secondo Gould, "il messaggio sarebbe stato abbastanza chiaro al pubblico cristiano del poema: solo Dio può fornire abbastanza potere da schiacciare i nemici ai quali il poema ha dato altrove una discendenza dalle Sacre Scritture"; Grendel e sua madre avevano una tale discendenza, poiché la linea di Grendel ha come capostipite Caino (versi 106-108).